# Маджид Абдель Азиз Аль Турки
Маджид бен Абдель Азиз бен Насер Аль Турки — генеральный секретарь Конференции министров по делам ислама и вакуфов с 2004 года, советник министра по делам ислама и дипломатии Королевства Саудовская Аравия (КСА), советник Министерства внутренних дел по связям и ориентации КСА, дипломат, профессор университета по информационным политикам и политологии КСА, Советник Института Дипломатии Министерства иностранных дел КСА, Главный специалист по России и СНГ Министерства иностранных дел КСА, Член подготовительной комиссии съезда лидеров религий в Казахстане, Член Совета управления Национального исследовательского центра по делам молодежи в мире.

## Биография
Родился в Эр-Рияде, Королевство Саудовская Аравия).
В 1985 году окончил Исламский университет имени Имама Мухаммеда бен Сауда по специальности журналистика, дипломат, доктор политических наук. Окончил Институт Общего управления (английское отделение) КСА в 1999 году.

## Исследования и статьи
- Исламская рабочая программа на Западе (на саудовском примере).
- Информационная политика Саудовской Аравии: принципы и адаптация к нуждам общества.
- Российская либерализация: движение в противоположном направлении.
- Благотворительная деятельность: Ответственность наставлений и необходимость перемен.
- Россия: этап стабильности и профессиональный арабский голос.
- Полпред СССР в Саудовской Аравии: Назир Тюрякулов.
- Прошлое и будущее саудовско-российских отношений.
- Исламские центры в мире: реорганизация и новые пути для осуществления цели.
- Права человека в Королевстве Саудовская Аравия.
- Следование великим идеям. (Конференция о Шейхе Мухаммеде в Бирменгеме).
- Будущее арабской самостоятельности.
- Прозрачные заседания и откровенные встречи.
- Афганистан: тоннеля без конца, что осталось?!
- Стратегия деятельности и саудовские внешние связи для противостояния враждебным компаниям.
- Саудовская программа гуманитарной помощи мусульманским странам.
- Главные аспекты предлагаемой стратегии для осуществления программы деятельности в РФ и странах СНГ.
- Анализ положения ислама в РФ и странах СНГ.
- Программы зарубежной деятельности: необходимость их пересмотра и реформирования.
- Международная благотворительная деятельность и саудовские инициативы.
- КСА в российской печати и общественном мнении.
- Благотворительные организации в Королевстве Саудовская Аравия.

## Научная деятельность
- Защитил докторскую диссертацию по политологии в МГУ, в 2004 году.
- Защитил докторскую диссертацию по теме «Информационные системы и информационная политика» в Исламском университете им. Имама Мухаммеда бен Сауда в 1998 г.
- Окончил магистратуру по специальности «журналистика» в Исламском университете им. Имама Мухаммеда бен Сауда в 1988 г.
- Окончил институт общего управления (английское отделение) в 1999 г.
- Закончил интенсивный курс по русскому языку при Институте имени А. С. Пушкина в Москве в 1998 г.
- Получил звание Почетного доктора политологии в Университете имени Абая г. Алматы в Казахстане в 2002 г.
- Получил звание Почетного профессора в Университете имени Абая г. Алматы в Казахстане в 2002 г.
- Избран академиком Российской Академии общественных наук.
- Получил звание Почетного профессора в Евразийском государственном университете имени Гумилева , в Астане — Казахстане в 2008 г.

## Творчество
Автор книг:
- Книга «Информация в КСА. Информационная политика и структура печатной информации» (на арабском языке).
- Книга «Информационная политика: потребности и приоритеты» (на арабском языке).
- Книга «Реформы в Королевстве Саудовская Аравия и процесс вестернизации в России» (в соавторстве с проф. А.Яковлевым). Издана на арабском и английском языках.
- Книга «Меры по осуществлению политики». Издана на арабском и русском языках.
- Книга «Основы информации для начинающих» (на арабском языке).
- Книга «Основы журналистики для начинающих» (на арабском языке).
- Книга «Информация в современной России (направления и этапы становления)» (на арабском языке).
- Книга «Информация и волонтерская деятельность» (исследование роли информации в активизации волонтерской деятельности).
- Книга «Реформы короля Фахда: Научные взгляды русской интеллигенции» (на русском языке).
- Книга «Очерк саудовско-российских отношений» (на арабском и русском языках).
- Книга «Назир Тюрякулов- Посол Советского Союза в КСА (1928—1935). (Письма, дневники, отчёты)» (на арабском языке).
- Книга «Саудовско-советские отношения (1920—1930)» (на русском языке).
- Книга «Король Абдулла бен АбдельАзиз в Москве: Исторический визит, стратегические задачи».
- Книга «Саудовско-российские отношения в региональных и международных изменениях (1926—2004)».
- Книга «Нур ас-Султа фи Казахстан» (Свет власти в Казахстане, посвященная общественно-политической деятельности Первого Президента Республики Казахстан Н. А. Назарбаева) (на арабском, русском и казахском языках).
- Книга Принц Султан бен АбдельАзиз в Москве. Научно-документальное издание. 2008 г.
- Книга «Посол Назир Тюрякулов- создатель истории Туркестана. (1938—1982 г.)».
- Книга Эпоха Короля Сауда: советский взгляд (в соавторстве с проф. Г. Косачом).

## Конференции и симпозиумы
- Член комитета программы фестиваля в Исламском университете им. Имама Мухаммеда бен Сауда в 1991 г.
- Член оргкомитета, председатель подкомитета по информации конференции по исламскому образованию в России и странах СНГ. Москва, 1992 г. (Организаторы: Исламский университет им. Имама Мухаммеда бен Сауда и Русский культурный центр).
- Председатель оргкомитета конференции «Исламская деятельность и необходимость координации». Москва, 1995 г. (Организаторы: Министерство по делам ислама КСА и Совет исламской координации России).
- Член оргкомитета, председатель подкомитета по информации международной конференции «Источники информаций об исламском мире». Эр-Рияд, 1999 г. (Организаторы: Публичная библиотека им. Короля Абдель-Азиза, Министерство по делам ислама, Исламский банк развития).
- Председатель оргкомитета конференции «Ислам — религия мира». Москва, 2005 г. (Организаторы: Министерство по делам ислама, Университет — МГИМО, Исламский центр мира России).
- Председатель круглого стола «Саудовско-российские отношения: Действительность и будущее». Эр-Рияд, 2006 г. (Организатор: Институт дипломатических исследований МИД КСА).
- Член постоянного подготовительного комитета съезда лидеров религий в Казахстане.

## Награды
- Орден «Достык» II степени (Казахстан).
- Медаль «20 лет независимости Республики Казахстан» (2012 год, Казахстан)[1].
- Награждён медалями.